# Виље (Бреша)
Виље је насеље у Италији у округу Бреша, региону Ломбардија.
Према процени из 2011. у насељу је живело 9 становника. Насеље се налази на надморској висини од 426 м.